# Comuna de Wohyń
Wohyń (polaco: Gmina Wohyń) é uma gminy (comuna) na Polónia, na voivodia de Lublin e no condado de Radzyński. A sede do condado é a cidade de Wohyń.
De acordo com os censos de 2004, a comuna tem 7335 habitantes, com uma densidade 41,2 hab/km².

## Área
Estende-se por uma área de 178,17 km², incluindo:
- área agricola: 73%
- área florestal: 19%

## Demografia
Dados de 30 de Junho 2004:
|                      | Total   | Total | Mulheres | Mulheres | Homens  | Homens |
| -------------------- | ------- | ----- | -------- | -------- | ------- | ------ |
|                      | pessoas | %     | pessoas  | %        | pessoas | %      |
| População            | 7335    | 100   | 3652     | 49,8     | 3683    | 50,2   |
| Densidade (pop./km²) | 41,2    | 100   | 20,5     | 20,5     | 20,7    | 20,7   |

De acordo com dados de 2002, o rendimento médio per capita ascendia a 1129,77 zł.

## Subdivisões
- Bezwola, Bojanówka, Branica Suchowolska, Branica Suchowolska-Parcela, Kuraszew-Suchowola, Lisiowólka, Ossowa, Ostrówki, Planta, Suchowola-Kolonia, Świerże, Wohyń, Wólka Zdunkówka, Zbulitów Mały.

## Comunas vizinhas
- Czemierniki, Drelów, Komarówka Podlaska, Milanów, Radzyń Podlaski, Siemień